# 父に捧ぐ物語
『父に捧ぐ物語』（ちちにささぐものがたり、原題：我和我的父輩）は、2021年の中国のドラマ映画。呉京（ウー・ジン）、章子怡（チャン・ツィイー）、徐崢（シュー・チェン）、沈騰（シェン・トン）監督・主演のオムニバス作品。『愛しの母国（原題：我和我的祖国）』『愛しの故郷（原題：我和我的家郷）』の姉妹編。
日本では2022東京・中国映画週間で上映された。

## キャスト
『乗風（風に乗って）』
- 呉京（ウー・ジン）
- 呉磊（ウー・レイ）

『詩』
- 章子怡（チャン・ツィイー）

『鴨先知（先取り鴨）』
- 徐崢（シュー・チェン）

『少年行（バック・トゥ・2021）』
- 沈騰（シェン・トン）

## スタッフ
『乗風（風に乗って）』
- 監督：呉京（ウー・ジン）
- 脚本：兪白眉（ユー・バイメイ）、張彦（チャン・イェン）

『詩』
- 監督：章子怡（チャン・ツィイー）
- 脚本：李媛（リー・ユェン）

『鴨先知（先取り鴨）』
- 監督：徐崢（シュー・チェン）
- 脚本：何可可（フー・クーク）、徐崢（シュー・チェン）、華瑋琳（ホァ・ウェイリン）

『少年行（バック・トゥ・2021）』
- 監督：沈騰（シェン・トン）
- 脚本：林炳宝（リン・ビンパオ）

## 楽曲
- 主題PRソング『如愿』
  - 歌：王菲（フェイ・ウォン）
  - 作曲：銭雷、填詞：唐恬